# Conophorus antennatus
Conophorus antennatus är en tvåvingeart som beskrevs av Paramonov 1940. Conophorus antennatus ingår i släktet Conophorus och familjen svävflugor. Inga underarter finns listade i Catalogue of Life.